# 3699 Мілбурн
3699 Мілбурн (3699 Milbourn) — астероїд головного поясу, відкритий 29 жовтня 1984 року.
Тіссеранів параметр щодо Юпітера — 3,497.